# Ichneumon jugicola
Ichneumon jugicola là một loài tò vò trong họ Ichneumonidae.